# ديبورتيفو فابريل
نادي ديبورتيفو فابريل، المعروف باسم ديبورتيفو ب، هو الفريق الرديف لنادي ديبورتيفو لاكورونيا، يتمركز في لا كورونيا، في منطقة غاليسيا ذاتية الحكم، إسبانيا. يلعب حاليا في الدرجة الثانية ب – المجموعة 1. يستضيف مبارياته في ملعب إل موندو ديل فوتبول في أبيغوندو، بسعة 3000 متفرج.